# 君の青空
「君の青空」（きみのあおぞら）は、日本のお笑いコンビ、猿岩石の4枚目のシングル。1997年6月18日に日本コロムビアから発売。

## 解説
- A面「君の青空」は、猿岩石が女性お笑いコンビ、VERSUSと録音した楽曲。「猿岩石 with バーサス」名義。
- フォーバル総合研究所「かもめのMOJICO」、DDI関西ポケット電話CMソング。

## 収録曲
※全作詞：高井良斉（秋元康）
1. 君の青空
  - 作曲：宮崎歩　編曲：武沢豊・宮崎歩
2. 声が聴こえる
  - 作曲：後藤次利　編曲：亀田誠治
3. 君の青空（オリジナル・カラオケ）
4. 声が聴こえる（オリジナル・カラオケ）

## 収録作品
- まぐれ (#1,2、#1はアルバムバージョン)
- 通信簿〜SARUGANSEKI SINGLES〜 (#1,2)
- GOLDEN☆BEST 白い雲のように 猿岩石 (#1)